# Орлеаністи
Орлеаністи (фр. Orléaniste) — французький політичний ярлик XIX століття, який спочатку використовували ті, хто підтримував конституційну монархію, представлену Орлеанським домом. Завдяки радикальним політичним змінам, які відбулися протягом того століття у Франції, можна виділити три різні фази орлеанства:
- «Чистий» орлеанізм: сформований тими, хто підтримував конституційне правління Луї Філіпа I (1830 – 1848) після Липневої революції 1830 року, і хто демонстрував ліберальні та помірковані ідеї.
- «Фьюзіоністський» орлеанізм: рух, сформований чистими орлеаністами та тими легітимістами, які після бездітної смерті Анрі, графа Шамбора в 1883 році, схвалили Філіпа, графа Парижа, онука Луї Філіппа, своїм наступником. [2] Злиття спонукало орлеаністський рух до більш консервативних позицій.
- «Прогресивне» орлеанство: більшість «фьюзіоністів», які після занепаду монархічних настроїв у 1890-х роках приєдналися до поміркованих республіканців, які демонстрували прогресивні та світські цілі, або до католицького об’єднання, як Ліберальна дія .

Орлеанізму протистояли дві інші монархічні течії: більш консервативний легітимізм, який після 1830 року був лояльним до найстаршої гілки дому Бурбонів, і бонапартизм, який підтримував спадщину Наполеона та його спадкоємців.

## За Липневої монархії

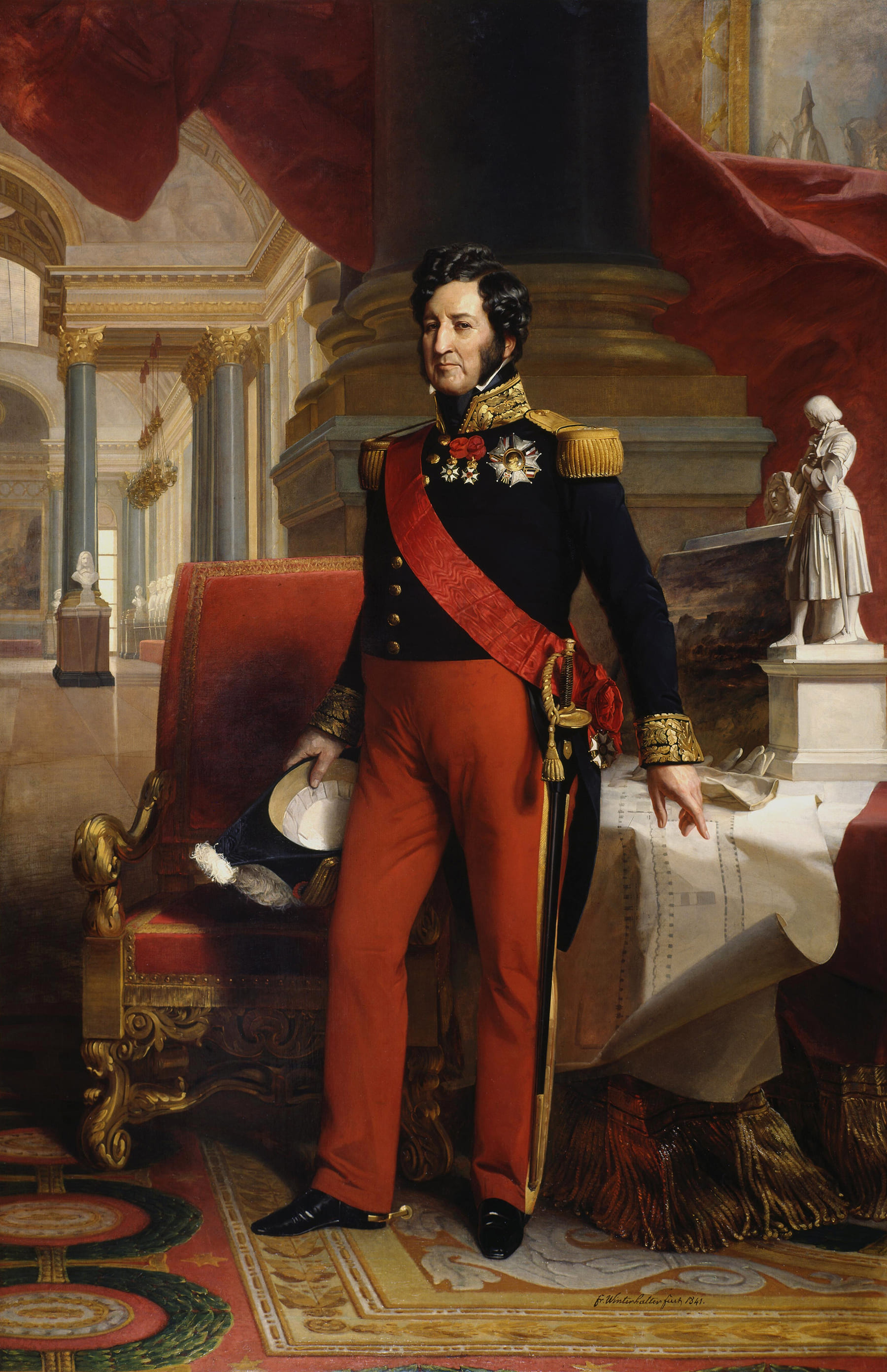
Портрет Луї Філіпа роботи Вінтерхальтера

26 липня 1830 року революція так званих трьох славетних днів (або Липнева революція) спалахнула через авторитарні та антигалліканські тенденції, які продемонстрували Карл X та його прем'єр-міністр Жюль де Поліньяк, виражені нещодавно затвердженим Сен-Клу. Укази. Незважаючи на зречення Карла X і дофіна Луї на користь онука Карла X Анрі, герцога Бордоського, 2 серпня 1830 року, лише через сім днів Луї-Філіп I, як і раніше герцог Орлеанський, був обраний Палатою депутатів новим ". Король французів». Інтронізації Луї Філіппа наполегливо прагнули доктринери, ліберальна опозиція міністерствам Карла X, згідно з концепцією «націоналізації монархії та роялізації Франції». 14 серпня 1830 року Палата схвалила нову Конституцію, яка стала де-факто політичним маніфестом орлеаністів, що містить основу для конституційної монархії з центральним парламентом. Орлеанство стало домінуючою тенденцією в політичному житті, легко розділившись у Палаті депутатів між лівоцентристами Адольфа Т’єра та правоцентристами Франсуа Гізо. Луї Філіп показав, що він більше зближений з Гізо, довіреним вищим посадам уряду, і швидко став асоціюватися з підйомом «нових людей» у банках, промисловості та фінансах, отримавши епітет «Roi bourgeois». На початку 1840-х років популярність Луї Філіпа впала через його міцний зв'язок із вищими класами та репресії проти робітничих страйків, і він не виявляв занепокоєння через його ослаблену позицію, що змусило письменника Віктора Гюго описати його як «людину з багатьма дрібними якостями ". Орлеаністський режим остаточно впав у 1848 році, коли спалахнула революція, і 24 лютого Луї Філіп зрікся престолу на користь свого онука Філіпа, графа Парижа, під регентством своєї матері Олени, герцогині Орлеанської, яку швидко вигнали з Палати. Депутати під час оформлення регентства, яке було перервано республіканськими депутатами, які натомість проголосили Другу республіку.

## За Третьої республіки
| Результати виборів   | Результати виборів  | Результати виборів           | Результати виборів       | Результати виборів | Результати виборів |
| рік                  | № загальних голосів | % від загального голосування | № загалом виграних місць |                    |                    |
| -------------------- | ------------------- | ---------------------------- | ------------------------ | ------------------ | ------------------ |
| Національна Асамблея |                     |                              |                          |                    |                    |
| 1871 рік             | Невідомий (1-й)     | 33,5%                        | 214 / 638                |                    |                    |
| Палата депутатів     |                     |                              |                          |                    |                    |
| 1876 рік             | 554 117 (6-й)       | 7,5%                         | 40 / 533                 |                    |                    |
| 1877 рік             | 169 834 (5-й)       | 2,1%                         | 11 / 521                 |                    |                    |
| 1881 рік             | 552 971 (5-й)       | 7,7%                         | 42 / 545                 |                    |                    |
| 1885 рік             | 991 188 (4-й)       | 12,2%                        | 73 / 584                 |                    |                    |
| 1889 рік             | 994 173 (4-й)       | 12,5%                        | 72 / 576                 |                    |                    |
| 1893 рік             | 816 789 (третій)    | 10,5%                        | 63 / 574                 |                    |                    |
| 1898 рік             | 607 960 (5-й)       | 7,5%                         | 44 / 585                 |                    |                    |

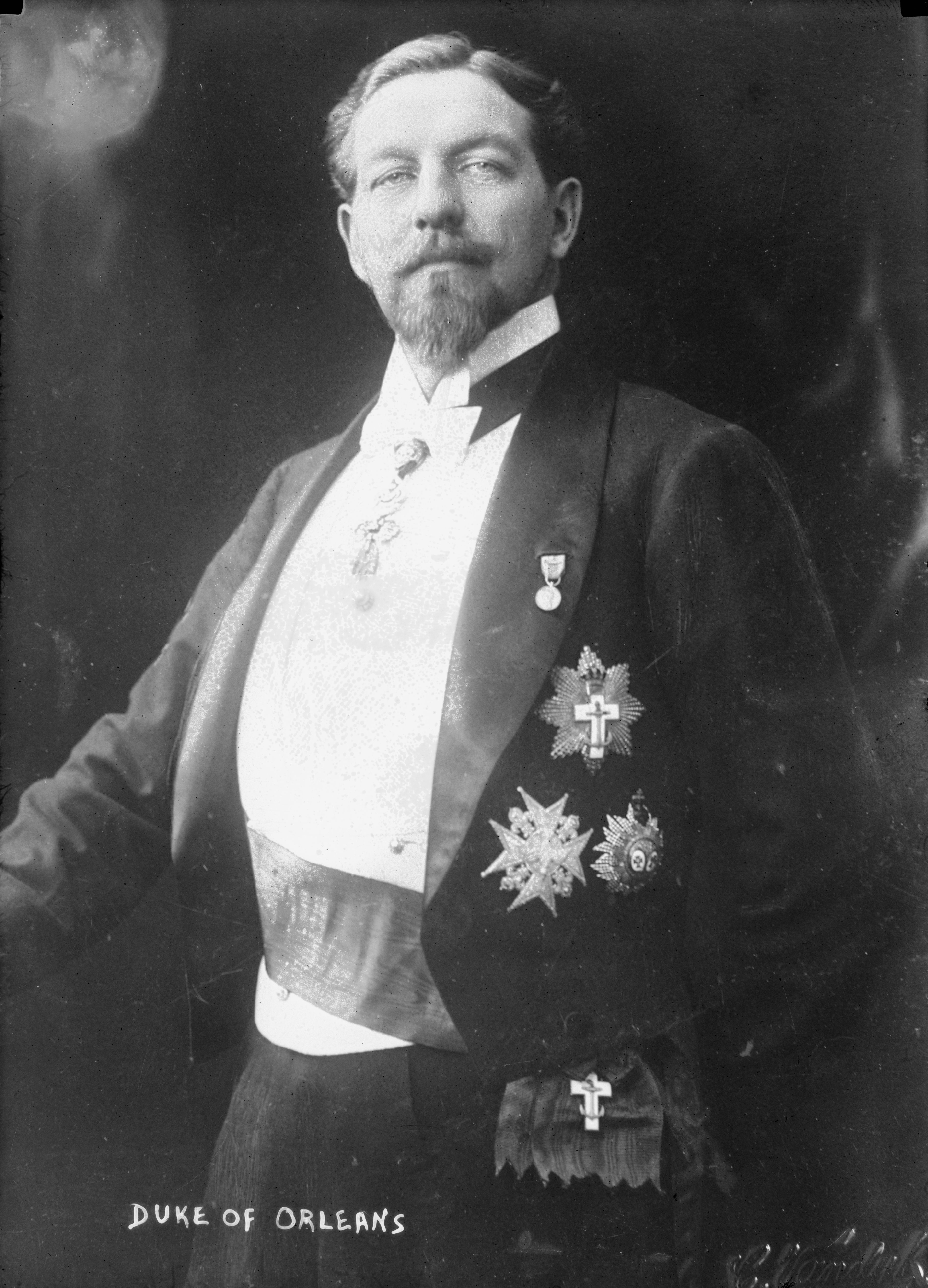
Герцог Орлеанський, син графа Парізького, дотримувався консервативних позицій, також відродивши Орден Святого Духа, щоб підтримати свої вимоги.

Орлеанство відродилося після поразки Франції у франко-прусській війні 1870-1871 років, яка спричинила падіння Другої імперії, яка прийшла на зміну Другій республіці під керівництвом імператора Наполеона III, колишнього президента Франції, який був вступив на престол після державного перевороту. état 1851 року . [6] Другу імперію офіційно змінила Третя республіка в 1871 році. Було сформовано Національну асамблею, що складалася з 638 осіб на 778 місць, і 8 лютого того ж року було призначено нові вибори, які призвели до перемоги правих монархістів: отримали 396 місць, розділених між 214 орлеаністами та 182 легітимістами, які отримали прізвисько «кавалеристів».  Спочатку розійшлися в династичному питанні, орлеаністи знайшли компроміс із легітимістами, підтримуючи права Анрі, графа Шамбора (колишнього герцога Бордоського, наразі бездітного) у відповідь на визнання графа Парізького своїм спадкоємцем, повторюючи 1862 заява Шамбора.  Хоча Шамбор ніколи не згадував графа Паріського як свого спадкоємця, ймовірно, побоюючись відступу його ультраконсервативних прихильників , неофіційна угода санкціонувала «злиття» легітимістів і орлеаністів, які досить легко сформували консервативну коаліцію. Монархічна більшість на чолі з герцогом Омалем (сином Луї Філіппа) і лівоцентристи підтримали кандидата від центру Тьєра на посаду президента республіки, але через триваючі суперечки між легітимістами та орлеаністами та пам’ять про Династичні розбіжності за останні 40 років, Тьєр перейшов на підтримку «консервативної республіки» замість розділеної монархії. 

### Асоціація з ультраправими

Чарльз Моррас у 1937 році

Вибори 1898 року підтвердили усунення монархістів від будь-якого можливого уряду. Однак за 4 роки до цього справа Дрейфуса сколихнула громадську думку, розділивши республіканський табір: соціалісти, радикали та ліберали захищали невинність Дрейфуса, тоді як інші республіканці приєдналися до націоналістів і монархістів проти Дрейфуса. На виборах також було представлено 10 відверто антисемітських представників на чолі з Едуаром Дрюмоном. Наступного року, 20 червня 1899 року, академік Анрі Вожуа та журналіст Моріс Пуйо заснували націоналістичну асоціацію Action française, яка спочатку не мала жодної конкретної ідеології. Проте до Акції приєдналося багато католиків і монархістів, які були противниками Дрейфуса, що сприяло руху асоціації вправо. Зокрема, пихильність Шарля Морраса, якого вважали «прагматичним» анти-Дрейфусаром, а не справжнім антисемітом, сприяла створенню ідеології Дії, яка швидко стала основною монархістською групою. Мауррас, незважаючи на те, що став ідеологом руху, підтримував не класичну монархію з релігійного погляду (божественне право), а позитивістську, заявляючи, що монархія забезпечить більше порядку та стабільності, ніж парламентська республіка. Найбільша група французьких монархістів після смерті Шамбора в 1883 році підтримувала графа Парізького до його смерті в 1894 році, визнаючи претензії його сина Філіпа, герцога Орлеанського, якого також підтримувала Акція. Однак монархізм всередині Дії завжди був вторинним по відношенню до його напівофіційної ідеології «інтегрального націоналізму», теоретизованої Мауррасом , і багато активістів Дії все ще були республіканцями, як-от засновник Вожуа. Рух став однією з найбільших організацій у Франції, але в 1926 році засудження Папою Пієм XI Акції спричинило відхід багатьох католицьких симпатиків. Папа Римський вирішив, що для Французької Церкви було безглуздям продовжувати пов’язувати свої статки з малоймовірною мрією про монархічну реставрацію, і не довіряв тенденції руху захищати католицьку релігію лише в утилітарних і націоналістичних термінах, і Action Française ніколи не оговтався від засудження.

## Надія часів Четвертої Республіки

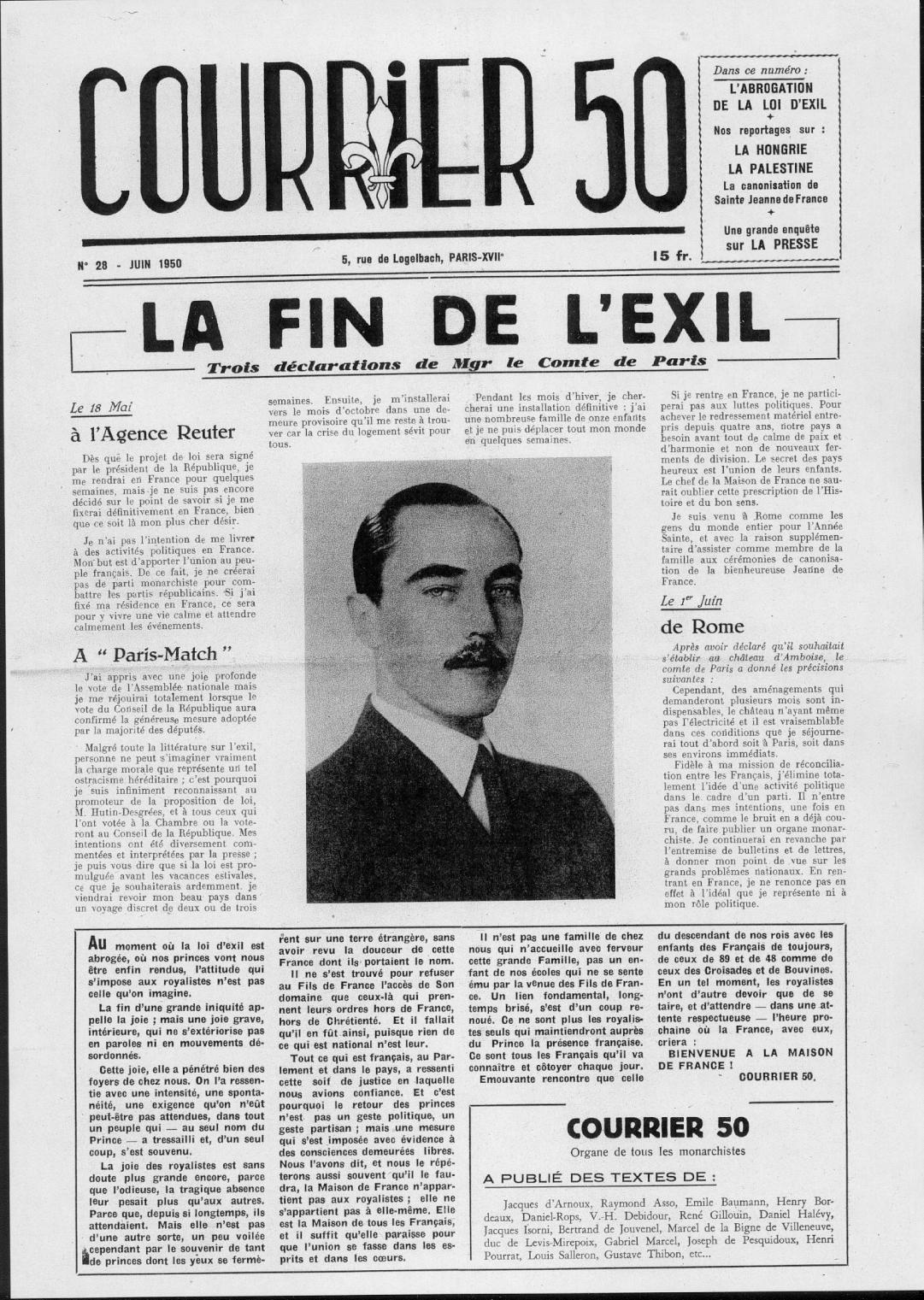
Перша сторінка Courier 50, яка повідомляє про кінець вигнання Орлеана

У 1946 році граф Парі (який змінив свого батька в 1940 році) переїхав до Португалії через заборону колишнім членам королівської сім'ї все ще перебувати у Франції. Через нестабільну ситуацію Четвертої республіки, яка, як і її попередниця, характеризувалася короткими урядами та великою кількістю політичних партій, граф Паризький зробив серйозну спробу відновити французьку монархію. Він підтримав Християнсько-демократичний народний республіканський рух (MPR) і сформував своєрідний політичний комітет у складі академіків Бертрана де Жувенеля, Гюстава Тібона та Мішеля де Сен-П’єра, опублікувавши 5 лютого 1948 року маніфест Esquisse d'une constitution. monarchique et démocratique, що пропагувала ідею конституційної монархії. [44] Завдяки депутату від MPR Полю Гутіну-Дегре (співзасновнику Ouest-France), закон про вигнання було скасовано 24 червня 1950 року, що дозволило повернути графа Паріса до столиці, де він зустрівся з президентом Вінсентом Оріолем. Граф і його родина облаштували свій дім у паризькому передмісті Лувесьєн і швидко стали улюбленцями ЗМІ. Орлеан часто відвідував вечірки та зустрічі, на яких були присутні відомі французькі політики Четвертої республіки, такі як Антуан Піне, Жак Сустель, П’єр Мендес Франс і Моріс Шуман. Через свій інформаційний бюлетень Courier 50 граф Парі висловив підтримку політиці Франції Мендеса, як-от мир в Індокитаї, відмова від контрольованого США Європейського оборонного співтовариства (EDC) і деколонізація Французької Африки.

## Орлеаністські політичні партії
- Доктринери (1815-1848)
- Партія Опору (1832-1848)
- Партія руху (1831-1848)
- Партія порядку (1848-1852)
- Французька дія (1899-)